# Florencio de la Fuente
Florencio de la Fuente (Villanueva de Guadamejud, Cuenca, 10 de mayo de 1926 - Cuenca, 16 de octubre de 2012) fue un coleccionista de arte español.
Nació en Villanueva de Guadamejud, en la provincia de Cuenca, con 14 años se mudó a Madrid donde pasó gran parte de su vida, ciudad en la que llegó a coleccionar varios centenares de obras de arte que más tarde fueron a parar a dos museos: el de la Fundación Florencio de la Fuente, en Huete (Cuenca) y el Museo de Arte Contemporáneo de Requena en Valencia.
De la Fuente tenía en su poder la Medalla de Oro de la Academia de las Artes y las Letras de Cuenca, así como la Medalla que le otorgó el Ayuntamiento de Huete.